# Galera (crustaci)

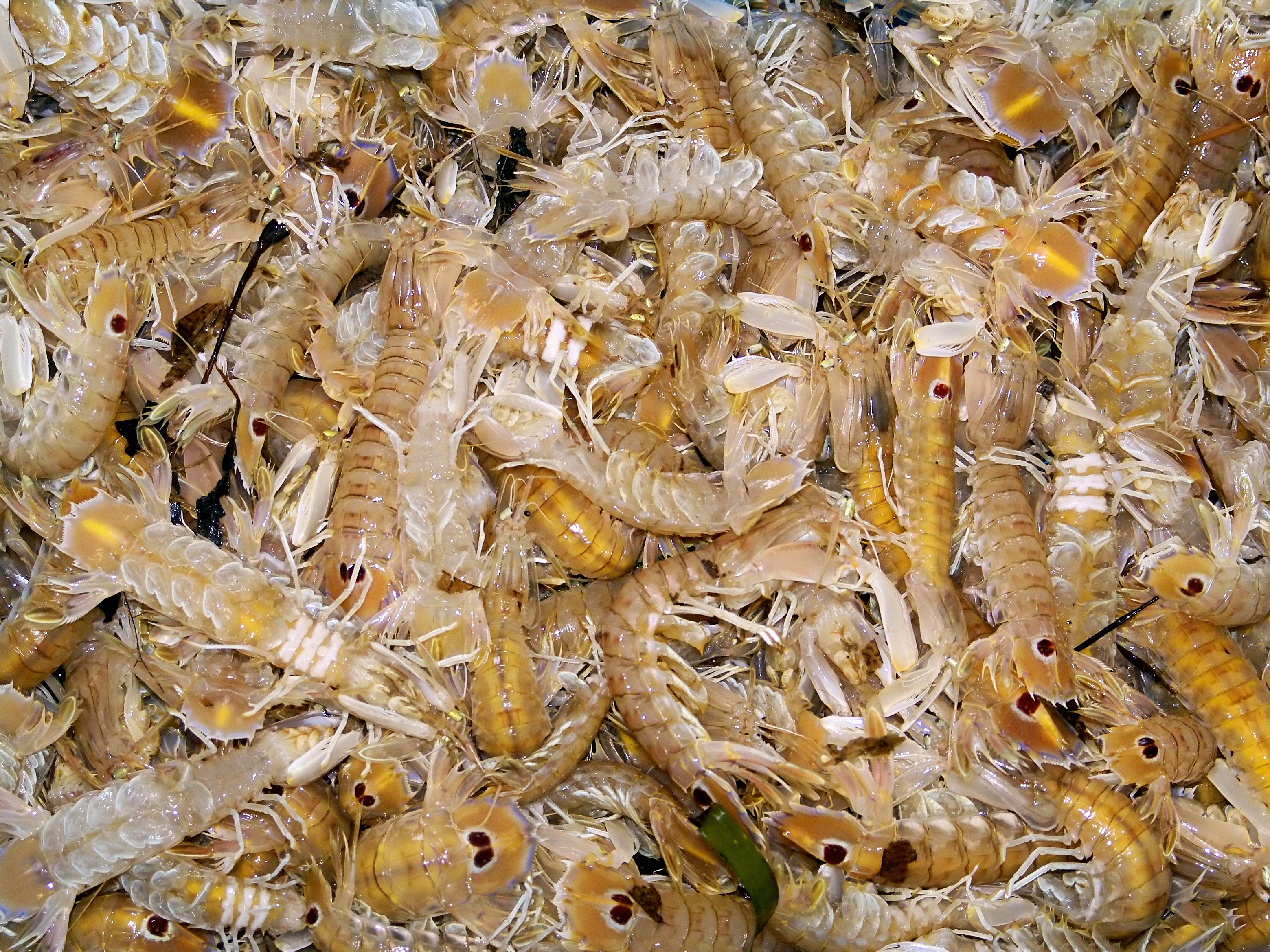
Galeres capturades a l'Ametlla de Mar (Baix Ebre)

La galera, galiota o gamba imperial (Squilla mantis) és una espècie de crustaci estomatòpode de la família dels esquíl·lids, d'un color groguenc i cos deprimit, amb el segon parell de maxil·lípedes molt desenvolupat i acabat amb un artell en forma d'ungla prensora i dentada.

## Morfologia

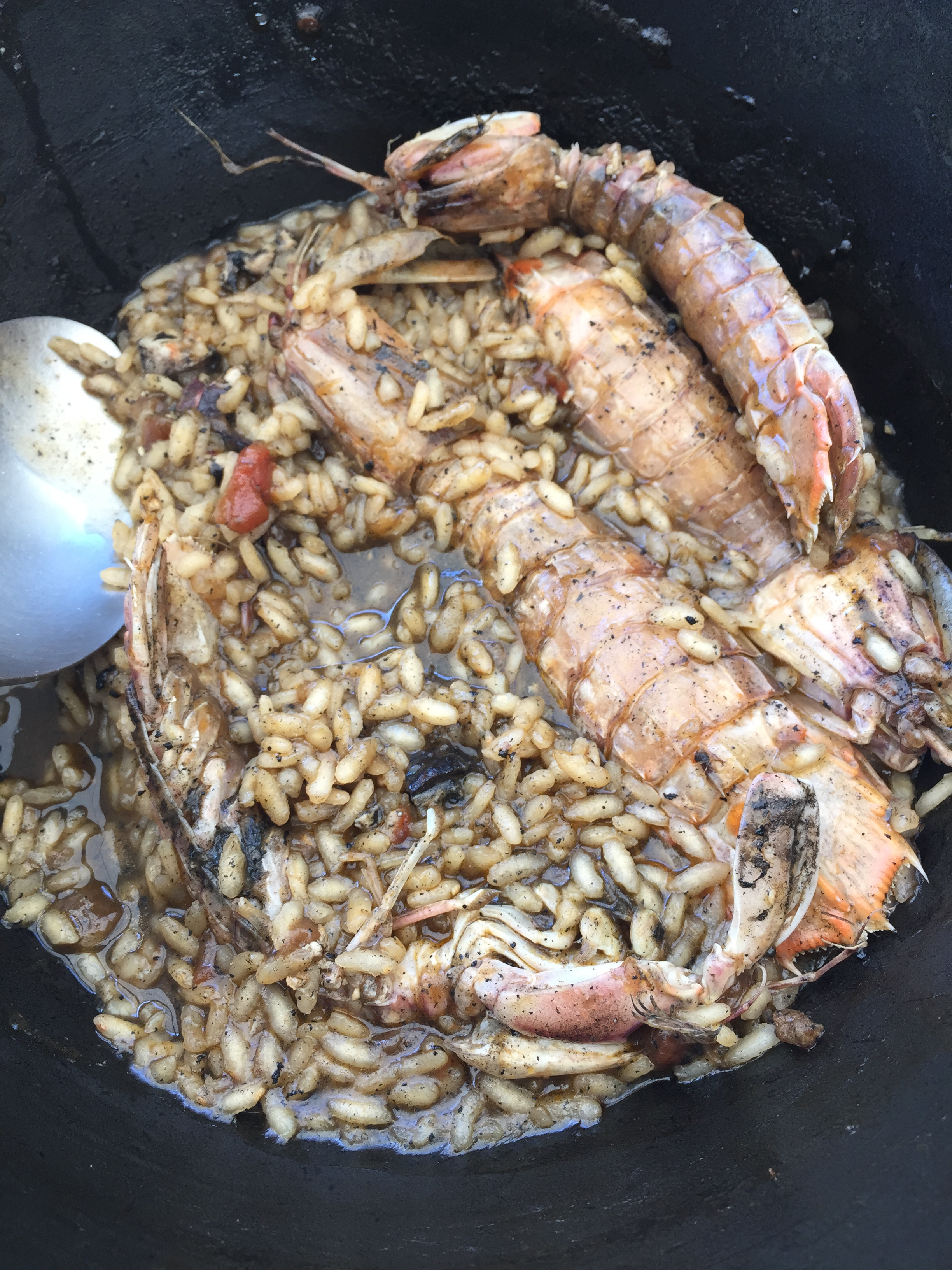
Arròs de galeres

Mesura de 12 a 18 cm de longitud, però pot assolir els 20 cm. Cos amb crestes molt marcades, les submitjanes del cinquè segment abdominal amb espines posteriors. Procés lateral del cinquè segment toràcic acabant en una sola dent, punxeguda i recorbada endavant. Cara dorsal del tèlson amb una cresta mitjana ben marcada i de petites depressions, però desproveïda de fileres de tubercles. Dàctil de la pota raptora armada de sis espines, amb la vora externa convexa. Color groguenc o marronós, les crestes sovint vermelloses o blavoses. Una línia fosca al llarg de la vora posterior dels segments 6 a 8 i dels abdominals 1 a 5. Una taca rectangular mitjana fosca sobre el segon segment abdominal. Tèlson marcat de groc i amb dues taques marró fosc envoltades d'un anell blanc.

## Hàbitat
Es troba als fons llimosos i sorrencs, als quals excava les seves galeries, de les costes catalanes. Demersal sobre fons fangosos i sorrencs de la zona sublitoral fins als 250 m, generalment a menys de 50 metres.

## Reproducció
Es reprodueix a la primavera i les femelles són ovígeres (amb posta) tot l'estiu.
Els ous es mantenen aglutinats entre els apèndixs locomotors gràcies a una secreció viscosa produïda per unes glàndules especials dels darrers segments del perèion.
Els sexes estan separats i la fecundació és interna.
Les larves són inicialment bentòniques, però ràpidament esdevenen pelàgiques.

## Alimentació
Són animals carnívors que s'alimenten d'altres crustacis i de peixos.

## Distribució geogràfica
Es troba a tota la Mediterrània i a l'Atlàntic (des d'Angola fins a les Illes Britàniques). És una espècie molt abundant als Països Catalans, en especial a les Terres de l'Ebre.

## Pesca
És capturat mitjançant pesca semiindustrial, artesanal i esportiva, amb arts d'arrossegament, tremalls, nanses, arts de platja i teranyina.

## Gastronomia
Es troba regularment als mercats i es comercialitza fresc. La galera als Països Catalans se sol consumir fresca, i la seva temporada és al febrer. Aporta un gust important als arrossos i guisats de peix. Quan la femella és ouada, el seu consum a la planxa és "extraordinari". Els que els agrada xuclar els crustacis ho han de fer en el sentit que va del cap vers a la cua, per a no punxar-se amb les múltiples petites espines que cobreixen la closca fina de la galera. La galera compta amb les seves pròpies jornades gastronòmiques a les Terres de l'Ebre ja que és un crustaci amb un sabor únic i molt popular arreu del Delta de l'Ebre. És molt habitual trobar galera a la cuina local dels municipis d'Alcanar, l'Ametlla de mar, l'Ampolla i La Ràpita.